# Čelákovice
Čelákovice é uma cidade checa localizada na região da Boêmia Central, distrito de Praha-východ.
Čelákovice possui o maior cemitério de vampiros no mundo. Em 1966, um fazendeiro na periferia da cidade precisou ampliar a sua cada. Enquanto cavava no seu quintal, a pá atingiu ossos. Pensando se tratar de uma vítima de assassinato recente, ele avisou as autoridades. Especialistas chegaram, e determinaram que o esqueleto tinha milhares de anos, portanto, eles chamaram um arqueólogo. 